# Physocyclus lautus
Physocyclus lautus là một loài nhện trong họ Pholcidae. Loài này được phát hiện ở México.